# Panna Maria Vítězná

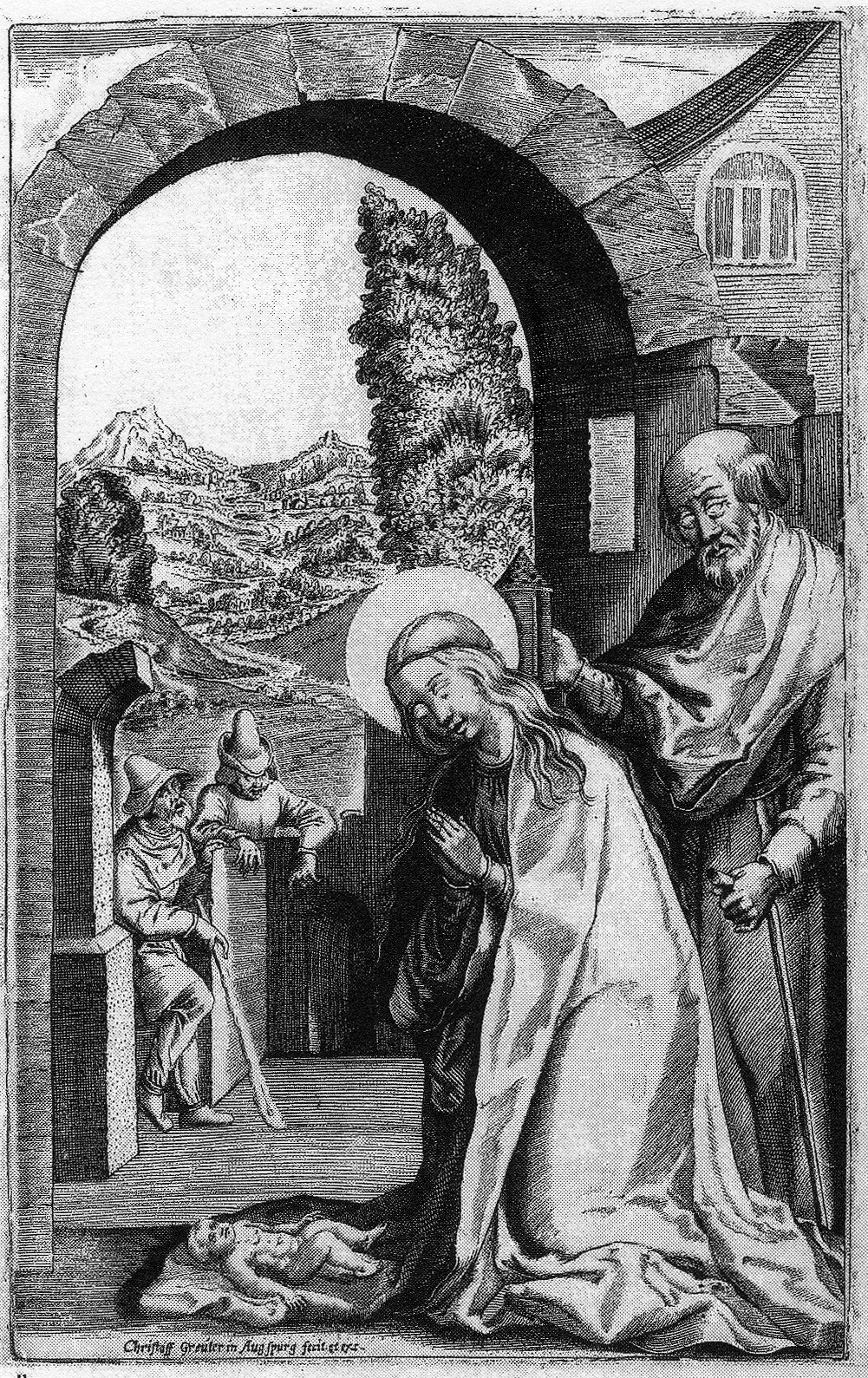
Panna Maria Vítězná Štěnovická

Panna Maria Vítězná je jeden z přídomků Marie, matky Ježíšovy. Přídomek Vítězná pochází z vítězství katolíků na Bílé hoře, jehož bylo údajně dosaženo za přispění obrazu Adorace narozeného Krista (zobrazujícího Svatou Rodinu), který byl nalezen bosým karmelitánem Dominikem à Jesu Maria na zámku ve Štěnovicích u Plzně. Obrázek byl znesvěcený, kromě Ježíška měly postavy vypíchané oči. Tento mnich doprovázel na podzim roku 1620 katolické vojsko vedené bavorským vévodou Maxmiliánem I. Karmelitán jím žehnal před bitvou katolickým vojákům a později se zasloužil o rozšíření jeho kultu v Římě.
Štěnovická renesanční tvrz Henygarů ze Seebergu se nedochovala a její lokalizace dosud nebyla objasněna. Mj. se předpokládá v okolí staré panské sýpky, která byla po roce 1753 přebudována na trinitářský klášter, dnes barokní objekt fary s kostelem sv. Prokopa.[zdroj⁠?!]

## Zasvěcené kostely
- Kostel Panny Marie Vítězné a svatého Antonína Paduánského – kostel na Malé Straně přechovává Pražské Jezulátko
- Kostel Panny Marie Vítězné – kostel na Bílé hoře, postavený na místě bělohorské bitvy
- Santa Maria della Vittoria – kostel v Římě, původně obdařen originálem štěnovického obrazu Panny Marie Vítězné
- Maria vom Siege – kostel ve Vídni z 19. století